# إد لي
إد لي (بالإنجليزية: Ed Lee)‏ هو لاعب هوكي الجليد أمريكي، ولد في 17 ديسمبر 1961.

## وصلات خارجية
- إد لي على موقع دوري الهوكي الوطني (الإنجليزية)
- إد لي على موقع EliteProspects.com (الإنجليزية)
- إد لي على موقع HockeyDB.com (الإنجليزية)
- إد لي على موقع Hockey-Reference.com (الإنجليزية)